# 매드니스 (1994년 영화)
《매드니스》(영어: In the Mouth of Madness)는 미국에서 제작된 존 카펜터 감독의 1995년 초자연 공포 영화이다. 샘 닐 등이 출연하였고, 샌디 킹 등이 제작에 참여하였다.
이 영화는 카펜터가 “어포컬립스 삼부작”이라고 부르는 영화 연작 중 마지막 세 번째 영화로, 《괴물》(1982)과 《프린스 오브 다크니스》(1987)의 뒤를 잇는다.
이 영화는 H. P. 러브크래프트에게 바치는 찬사이며, 제목은 러브크래프트의 1931년 중편 소설 “At the Mountains of Madness”에서 따왔다.

## 출연진
- 샘 닐
- 줄리 카먼
- 위르겐 프로흐노
- 데이비드 워너
- 존 글러버
- 버니 케이시
- 피터 제이슨
- 찰턴 헤스턴
- 프랜시스 베이
- 빌헬름 폰홈부르크
- 헤이든 크리스턴슨

## 기타 제작진
- 협력 제작: 아티스트 로빈슨
- 미술: 제프 스티븐 긴
- 의상: 로빈 미셸 부시, 로버트 부시
- 특수 분장: 로버트 커츠먼, 그레고리 니커테로, 하워드 버거
- 특수 효과 감독: 브루스 니컬슨

## 우리말 녹음
SBS 성우진
- 양지운 - 트렌트 (샘 닐)
- 최문자 - 스타일 (줄리 카르멘)
- 김기현 - 케인 (위르겐 프로흐노)
- 유강진 - 잭슨 (찰톤 헤스톤)
- 황일청
- 임수아
- 한상혁
- 박태호
- 유해무
- 박규웅
- 문관일
- 박미선
- 김지민